# هنري ديك
هنري ديك هو لاعب هوكي الجليد كندي، ولد في 5 سبتمبر 1912 في ساسكاتون في كندا، وتوفي في 15 نوفمبر 1993.

## وصلات خارجية
- هنري ديك على موقع دوري الهوكي الوطني (الإنجليزية)
- هنري ديك على موقع EliteProspects.com (الإنجليزية)
- هنري ديك على موقع HockeyDB.com (الإنجليزية)
- هنري ديك على موقع Hockey-Reference.com (الإنجليزية)